# Jombor (Jumo)
Jombor is een bestuurslaag in het regentschap Temanggung van de provincie Midden-Java, Indonesië. Jombor telt 2479 inwoners (volkstelling 2010).